# As the Bottle Runs Dry
As the Bottle Runs Dry is een Engelstalige single van de Belgische band The Wolf Banes uit 1988.
De B-kant van de single was een remix van het liedje Over You.
Het nummer verscheen op het album Where Is the Party uit 1989.

## Meewerkende artiesten
- Muzikanten:
  - George Kooymans (achtergrondzang)
  - Hans Moust (lapsteelgitaar)
  - Huub Van Muylder (banjo)
  - Jean-Pierre Pernet (basgitaar)
  - Paul Elbers (accordeon)
  - Paul Van Bruystegem (gitaar)
  - Pieter Vreede (akoestische gitaar, gitaar)
  - Willem Wijnants (keyboards)
  - Wim Aerts (drums)
  - Wim De Ridder (akoestische gitaar, backing vocals, tamboerijn, zang)